# 坊主としての自画像

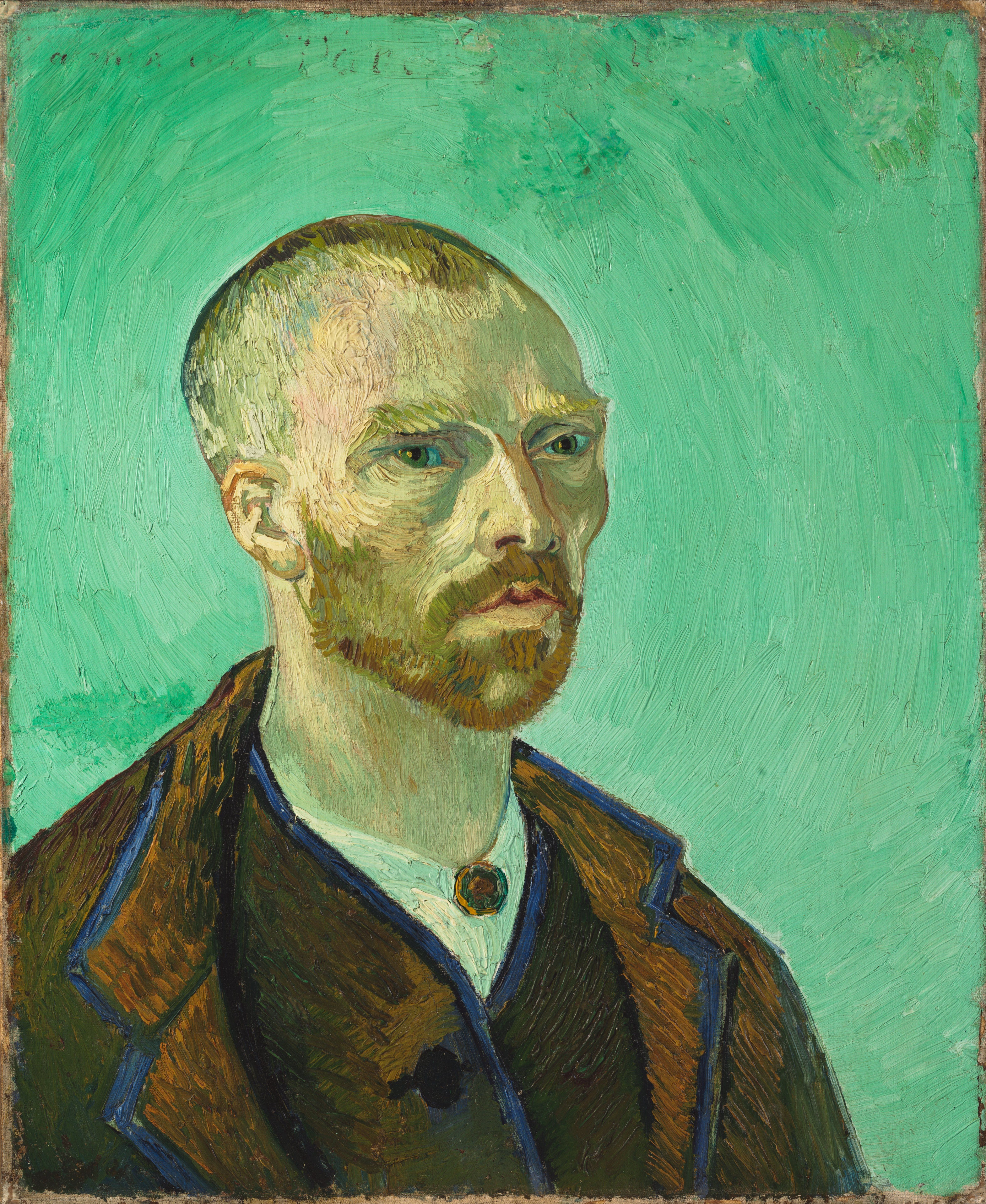
坊主としての自画像、1888年、61×50cm、フォッグ美術館蔵

坊主としての自画像（ぼうずとしてのじがぞう）とは、1888年9月にフィンセント・ファン・ゴッホによって描かれた絵画。油彩。僧侶としての自画像と記載されていることがある。
ハーバード大学フォッグ美術館蔵。英語名称では「Self-Portrait (Dedicated to Paul Gauguin)」と命名されている。
アルル在住時に、自らを日本の坊主（僧侶）として描いた。英語名称にあるように、ゴーガンから贈られた自画像に対する返礼として描かれたもの。
ゴッホは、日本文化、日本芸術に興味を抱き、浮世絵を模写したり、絵の一部として取り入れたりしており、その一例はタンギー爺さんなどにも見られる。
芸術表現への興味だけではなく、日本的な文化、精神的在り方を知ろうとし、また憧れていたことが、このような日本の精神文化の象徴たる「僧侶」としての自分を描くことに表れている。